# Caso Tarasoff contra los Regentes de la Universidad de California
El caso Tarasoff contra los regentes de la Universidad de California fue un caso en el que el Tribunal Supremo de California sostuvo que los profesionales de la salud mental tienen el deber de proteger a las personas que están siendo amenazadas con sufrir daños corporales por un paciente. La decisión original de 1974 obligaba a advertir a la persona amenazada, pero una nueva vista del caso por el Tribunal Supremo de California en 1976 amplió esta responsabilidad al exigir un «deber de proteger» a la víctima prevista. El profesional puede cumplir esta obligación de varias formas, como avisando a la policía, advirtiendo a la víctima prevista o tomando otras medidas razonables para proteger a la persona amenazada.
El caso ha tenido repercusión en el análisis de cuestiones relacionadas con el secreto profesional, la protección de los datos sanitarios, la intimidad y laprivacidad personal, así como la legitimidad de ciertas intromisiones.

## Historia
Prosenjit Poddar era un estudiante de Bengala (India) que ingresó en la Universidad de California, Berkeley, como estudiante de posgrado en septiembre de 1967 y residió en su International House. En otoño de 1968, conoció a Tatiana Tarasoff en una clase de baile folclórico. Cuando Tarasoff le dijo que estaba saliendo con otros hombres, empezó a acosarla. Se deprimió, descuidó sus estudios y su salud, se encerró en sí mismo, hablaba de forma inconexa y a menudo lloraba. Se reunía de vez en cuando con Tarasoff y grababa en secreto sus conversaciones para intentar averiguar por qué ella no lo quería.
Durante el verano de 1969, Tarasoff viajó a Sudamérica. Poddar empezó a mejorar y entró en terapia con Lawrence Moore, psicólogo del servicio de salud para estudiantes del Cowell Memorial Hospital en 1969. Poddar confió a Moore su intención de matar a Tarasoff. Moore escribió a la policía del campus diciendo que Poddar sufría esquizofrenia paranoide aguda y grave, y recomendando que Poddar fuera internado civilmente por peligroso. Poddar fue detenido pero poco después puesto en libertad, ya que parecía racional. El supervisor de Moore, Harvey Powelson, ordenó entonces que Poddar no volviera a ser detenido. Ni Tarasoff ni sus padres recibieron advertencia alguna.
En octubre, tras el regreso de Tarasoff, Poddar dejó de ver a Moore. Poddar se hizo amigo del hermano de Tarasoff y se fue a vivir con él. Varias semanas después, el 27 de octubre de 1969, Poddar llevó a cabo el plan que había confiado a Moore, apuñalando y matando a Tarasoff. Los padres de Tarasoff demandaron a Moore y a otros empleados de la universidad.
Poddar fue condenado por asesinato en segundo grado, pero la condena fue anulada por considerar que el jurado había recibido instrucciones inadecuadas, y Poddar fue puesto en libertad con la condición de regresar a la India.

## Opinión del jurado
El Tribunal Supremo de California dictaminó que un profesional de la salud mental tiene un deber no sólo para con un paciente, sino también para con las personas que están siendo amenazadas específicamente por un paciente. Esta decisión ha sido adoptada desde entonces por la mayoría de los estados de EE. UU. y es ampliamente influyente también en jurisdicciones fuera de EE. UU.
El juez Mathew O. Tobriner redactó la opinión mayoritaria. «Llegamos a la conclusión de que la política pública que favorece la protección del carácter confidencial de las comunicaciones entre paciente y psicoterapeuta debe ceder en la medida en que su divulgación sea esencial para evitar un peligro a terceros. El privilegio de protección termina donde comienza el peligro público».: 442 
El juez Mosk escribió un disenso parcial,: 451  argumentando que (1) la norma en casos futuros debería ser la de la predicción subjetiva real de violencia por parte del psiquiatra, lo que ocurrió en este caso, y no una basada en normas profesionales objetivas, porque las predicciones son inherentemente poco fiables; y (2) los psiquiatras avisaron a la policía, que presumiblemente estaba en mejor posición para proteger a Tarasoff de lo que ella estaría para protegerse a sí misma.
El juez Clark disintió, citando un artículo de una revista jurídica que afirmaba: «[...] la misma práctica de la psiquiatría depende de la reputación en la comunidad de que el psiquiatra no lo dirá».: 458 : 188 

## Reacciones
Algunos criticaron la decisión del tribunal como una limitación de la base de la relación terapéutica y del progreso, la expectativa de confidencialidad del cliente. En 1979, Max Siegel, expresidente de la Asociación Americana de Psicología, defendió el derecho del terapeuta a la confidencialidad como sacrosanto, en cualquier circunstancia. Además, sugirió que si el psicólogo de Poddar hubiera mantenido la confidencialidad, en lugar de alertar a la policía, Poddar podría haber seguido recibiendo asesoramiento y la muerte de Tarasoff podría haberse evitado gracias al tratamiento psicológico de Poddar.

## Evolución posterior
A partir de 2021, el deber de advertir o proteger es obligatorio y está codificado en los estatutos legislativos de 23 Estados, mientras que la obligación no está codificada en un estatuto, pero está presente en el derecho común respaldado por precedentes en 10 Estados. 11 Estados tenían una obligación permisiva, y seis Estados carecían de estatutos o jurisprudencia orientativa.
A pesar de las predicciones iniciales de los comentaristas de que la sentencia Tarasoff tendría consecuencias negativas para la psicoterapia, las decisiones judiciales demuestran lo contrario. Un análisis de 70 casos que llegaron a los tribunales de apelación entre 1985 y 2006 reveló que solo cuatro de las seis sentencias favorables al demandante citaban los estatutos Tarasoff; los tribunales fallaron a favor del demandado en 46 casos y devolvieron 17 casos a los tribunales inferiores.: 475  Sin embargo, los tribunales sí fallan a favor de las víctimas en casos claros de omisión de advertencia o protección, como el caso de un psiquiatra que cometió una violación durante una beca de psiquiatría infantil, para la que fue recomendado incluso después de contarle a su propio psiquiatra su atracción sexual por los niños.: 475 
En 2018, el Tribunal sostuvo que las universidades deben proteger a los estudiantes en el caso Los Regentes de la Universidad de California contra el Tribunal Superior del Condado de Los Ángeles.